# Hulun (alleanza)
Hūlun (扈倫T) fu una potente alleanza di tribù Jurchen del tardo XVI secolo, nell'attuale provincia di Jilin in Cina.

## Storia
L'alleanza Hūlun fu realizzata da Wan (morto nel 1582), capo della federazione tribale di Hada, che aveva tratto la sua importanza dal controllo del commercio tra Liadong - nella tarda dinastia Ming - e le tribù Jurchen ad est attraverso il passo di Guangshun a est di  Kaiyuan, che si trova vicino all'estremità settentrionale dell'odierna provincia di Liaoning). Oltre agli Hada stessi, la Hūlun comprendeva altre tre federazioni tribali, conosciute come Ula, Yehe e Hoifa.
Nonostante il popolo Hūlun era per lo più di origine Jurchen, era stato pesantemente influenzato dalla lingua e dalla cultura mongola e si era mescolato con i mongoli vicini Khorchin e Kharchin. Pertanto, erano visti, dai loro vicini meridionali - Jurchen Jianzhou, che erano alla fine del XVI secolo guidati da Nurhaci - come "Monggo" ("Mongoli").
Il Khan degli Hūlun, Wan, aspirava ad essere il capo supremo della regione, e creò una rete di relazioni politiche e commerciali con i capi Jurchen e Mongoli, nonché con il governatore di Liaodong, della dinastia Ming, Li Chengliang.
Nurhaci, il capo degli Jurchen Jianzhou, era un fratellastro di Wan, e, secondo Pamela Kyle Crossley, vide Wan e i suoi Hūlun come modelli per il suo  (tardo) Impero Jin. Molti anni dopo, molto tempo dopo che Huang Taiji aveva ribattezzato gli Jurchen come Manciù, e sia Wan che Nurhaci erano morti, gli storici della dinastia Qing si riferivano a Wan come uno dei primi grandi capi delle "nazioni manciù".
Negli anni finali del XVI secolo, le tribù Hūlun iniziarono a riconoscere la supremazia di Nurhaci anche se, in alcuni casi, il capo di una tribù nominato da Nurhaci avrebbe cercato di affermare la sua indipendenza, e ne sarebbe scoppiata una nuova guerra, come nel caso di Bujantai, il capo degli Ula. Alla fine, tutte e quattro le tribù furono pienamente incorporate nell'impero di Nurhaci (Hada 1601, Hoifa 1607, Ula 1613, Yehe 1619).